# Iskald
Iskald – norweski zespół założony w 2005 roku w Sortland, wykonujący muzykę z pogranicza melodyjnego black metalu i thrash metalu. Pomysłodawcą i założycielem grupy jest gitarzysta i wokalista Simon Larsen. Obecnie muzycy związani są z wytwórnią Indie Recordings. 
Głównym autorem tekstów jest przyjaciel zespołu Sigbjørn Ellingsen, a także w mniejszym stopniu perkusista Aage André Krekling. Komponują oni zarówno w języku angielskim, jak i norweskim. Teksty utworów dotyczą głównie wojny, śmierci, mroku, historii starożytnej i mitologii nordyckiej. 
Główną inspiracją zespołu jest nordycki metal, zwłaszcza zespoły takie jak: Immortal, Windir, Opeth czy Amorphis.

## Historia
Zespół Iskald powstał na początku 2005 roku z inicjatywy gitarzysty Simona Larsena. Do grupy dołączył perkusista Aage Krekling oraz basista Arne Aalstad i po dwóch miesiącach komponowania utworów, muzycy podjęli decyzję o nagraniu pierwszego demo. Krótko po jego wydaniu, latem 2005 roku Aalstad opuścił zespół, by skupić się na swoich studiach i zespół nie mógł kontynuować gry z uwagi na brak basisty. W sierpniu tego samego roku członkowie Iskald przyjęli do zespołu Andersa Lambersøy'a i 16 grudnia muzycy weszli do lokalnego studia Andøy Lydstudio, gdzie nagrali swój pierwszy minialbum. 17 kwietnia 2006 roku wydawnictwo Northern Twilight ukazało się w 400 kopiach, a całość przedsięwzięcia została sfinansowana przez członków zespołu. 
We wrześniu 2006 roku muzycy weszli do szwedzkiego studia Ballerina Audio, gdzie nagrali swój debiutancki album Shades of Misery. Płyta została wydana w marcu 2007 roku nakładem Indie Recordings. Pozytywny odbiór płyty i koncerty na terenie Norwegii przyniosły muzykom zaproszenie do udziału w Inferno Metal Festival w 2008 roku. Muzycy zagrali u boku takich zespołów jak Satyricon, Gorgoroth i Behemoth.
Blisko dwa lata po nagraniu swojego debiutu, zespół wszedł ponownie do studia, gdzie nagrał drugi pełny album Revelations of Reckoning Day. Wydawnictwo ukazało się 29 września 2008 roku nakładem Indie Recordings. Po wydaniu płyty zespół ruszył w trasę po Europie, a także 21 czerwca 2009 roku wystąpił na największym festiwalu muzycznym w Norwegii - Hove Festival, odbywającym się od 2007 roku w Arendal. 
W 2010 roku zespół skupił się na nagraniu trzeciego albumu studyjnego. W całym roku Iskald zagrał tylko jeden koncert, w rodzinnym Sortland, gdzie również trwały przygotowania do produkcji nowego materiału. Nagrywanie albumu miało miejsce w Oslo i Bodø między lipcem a wrześniem 2010 roku. Produkcja, miksowanie i mastering zostały wykonane w 210 Studios w Berlinie. Ostatecznie 17 stycznia 2011 najnowszy album, zatytułowany The Sun I Carried Alone ukazał się nakładem Indie Recordings. 

## Muzycy
| Obecny skład zespołu - Simon Larsen – gitary, gitara basowa, śpiew, instrumenty klawiszowe (od 2005) - Aage André Krekling – perkusja (od 2005) Muzycy sesyjni - Kenneth Henriksen – gitara basowa (od 2011) - Ben Hansen – gitary (od 2011) | Byli członkowie zespołu - Anders Lambersøy – śpiew, gitara basowa - Lars "Amystis" Johannessen – gitary - Arne Aalstad – gitara basowa (2005-2006) Byli muzycy sesyjni - René "Adriaan" Zonneveld – gitara basowa (2010-2011) - Espen Solstad – gitary (2010-2011) |

## Dyskografia
| Albumy studyjne - Shades of Misery (2007, Indie Recordings) - Revelations of Reckoning Day (2008, Indie Recordings) - The Sun I Carried Alone (2011, Indie Recordings) - Nedom og Nord (2014, Indie Recordings) | Inne - Demo (2005, wydanie własne) - Northern Twilight (EP, 2006, wydanie własne) |